# Luoxia Hong
Luoxia Hong war ein chinesischer Astronom der westlichen Han-Dynastie, der um 100 v. Chr. aktiv war und einen Lunisolarkalender einführte.

## Leben
Luoxia Hong kam aus dem Südwesten Chinas und war einer der rund 20 Astronomen, kaiserliche wie Astronomen aus dem Volk wie Luoxia Hong, die der Kaiser Han Wudi in der Hauptstadt Chang’an zusammenrief, um einen neuen Kalender vorzubereiten. Sie legten 18 Entwürfe vor, von denen der Kaiser den von Luoxia Hong und Deng Ping für den Besten hielt. Der Kalender von Luoxia Hong (genannt Tai Chu Li) wurde 104 v. Chr. eingeführt und blieb dem Prinzip nach zweitausend Jahre in Funktion. Er basierte sowohl auf Sonnen- als auch auf Monddaten und hatte eine Periode von 19 Jahren. Die zwölf Monate waren 29 oder 30 Tage lang, in 7 der 19 Jahre wurde ein zusätzlicher Monat eingefügt. Eingebaut war eine Vorhersage der Stellungen von Mond, Planeten und die Vorhersage von Finsternissen, so dass er ein astronomisches Vorhersagemodell bildete.
Er baute auch eine äquatoriale Armillarsphäre und war möglicherweise überhaupt deren  Erfinder in China. Die Armillarsphäre diente ihm zur Illustration seines Kalenders.